# Český Těšín-i járás

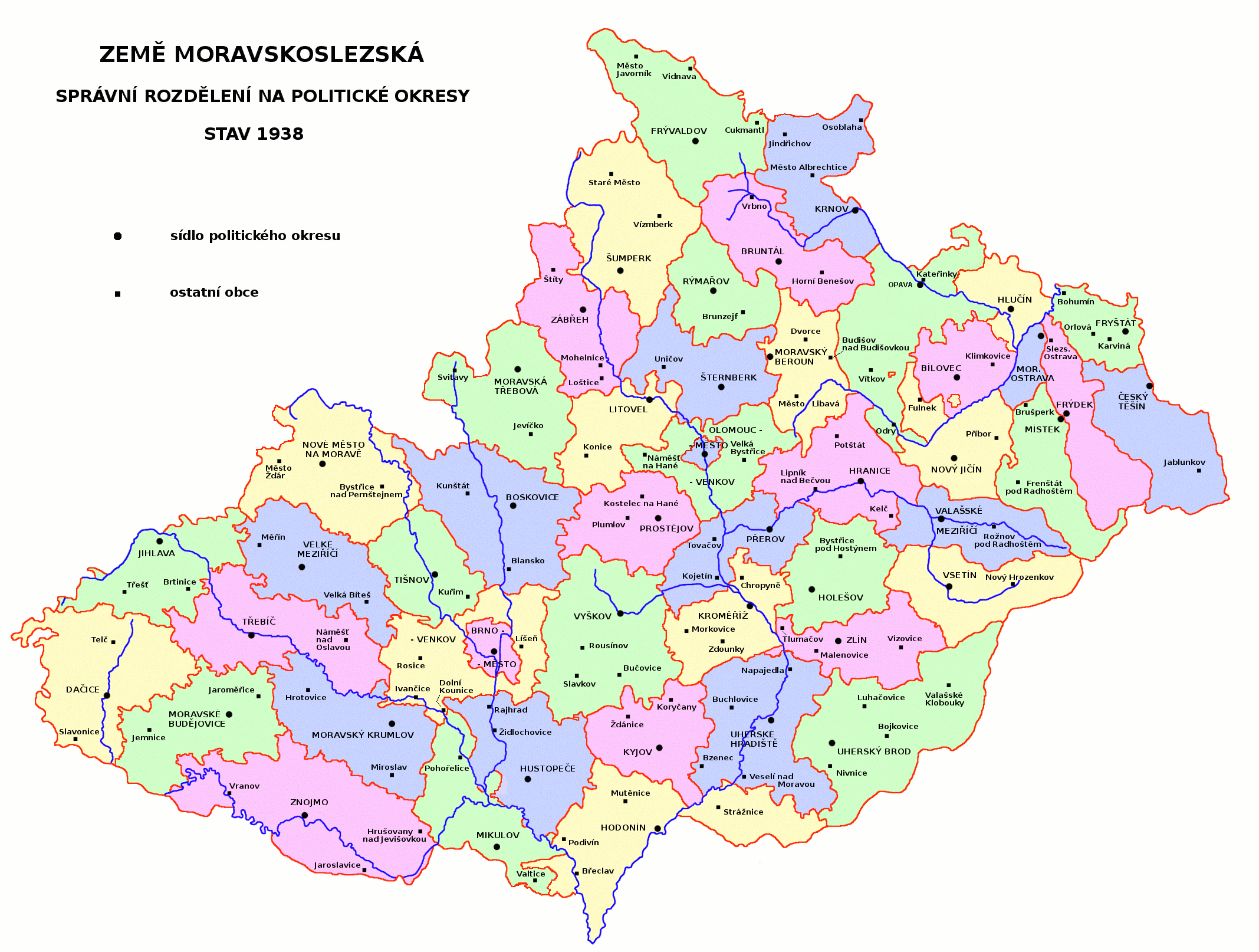
A morvaországi és sziléziai járások 1938-ban. A Český Těšín-i járás az északkeleti sarokban helyezkedik el.

A Český Těšín-i járás (csehül: Okres Český Těšín, lengyelül: Powiat Czeski Cieszyn) 1920 és 1938, illetve 1945 és 1960 között Csehszlovákia járása volt. Közigazgatási központja  Český Těšínben volt.
A járást Cieszyn Szilézia 1920. július 28-i felosztásakor hozták létre. Ekkor szelték ketté a ma  Teschent/Cieszyn/Těšínt a ma is meglévő Cieszynre és Český Těšínre. Ezzel együtt megszűnt az 1850-ben az Osztrák Szilézia részeként létrehozott Teschen megye is. Az 1938 októberében müncheni egyezmény következtében Lengyelország ezt a megyét, valamint Zaolzie régióját is megszállta. A Český Těšín-i járásból létrehozták a rövid életű Nyugat-Cieszyn megyébe, majd beolvasztották a Sziléziai Vajdaságoz tartozó Cieszyn megyébe. Később, a második világháborúkitörésekor megszállta a náci Németország. A háború után a terület visszakerült Csehszlovákiához. A Český Těšín-i  járást egy 1960. április 9-én kihirdetett törvény szüntette meg, s területén létrehozta a Frýdek-místeki járást, néhány települést, így Český Těšínt is pedig a Karvinái járáshoz csatolt.
A területet túlnyomó részt lengyelek népesítették be. A Český Těšín-i járás magába foglalta a zaolziei területek déli részét. Itt számban és arányban is jelentősebb volt a lengyelek jelenléte, mint az újonnan létrehozott Frýdek-Místek-i járásban. Ebben ugyanis benne van Zaolzie teljesen csehek lakta nyugati része is.